# Karpolith

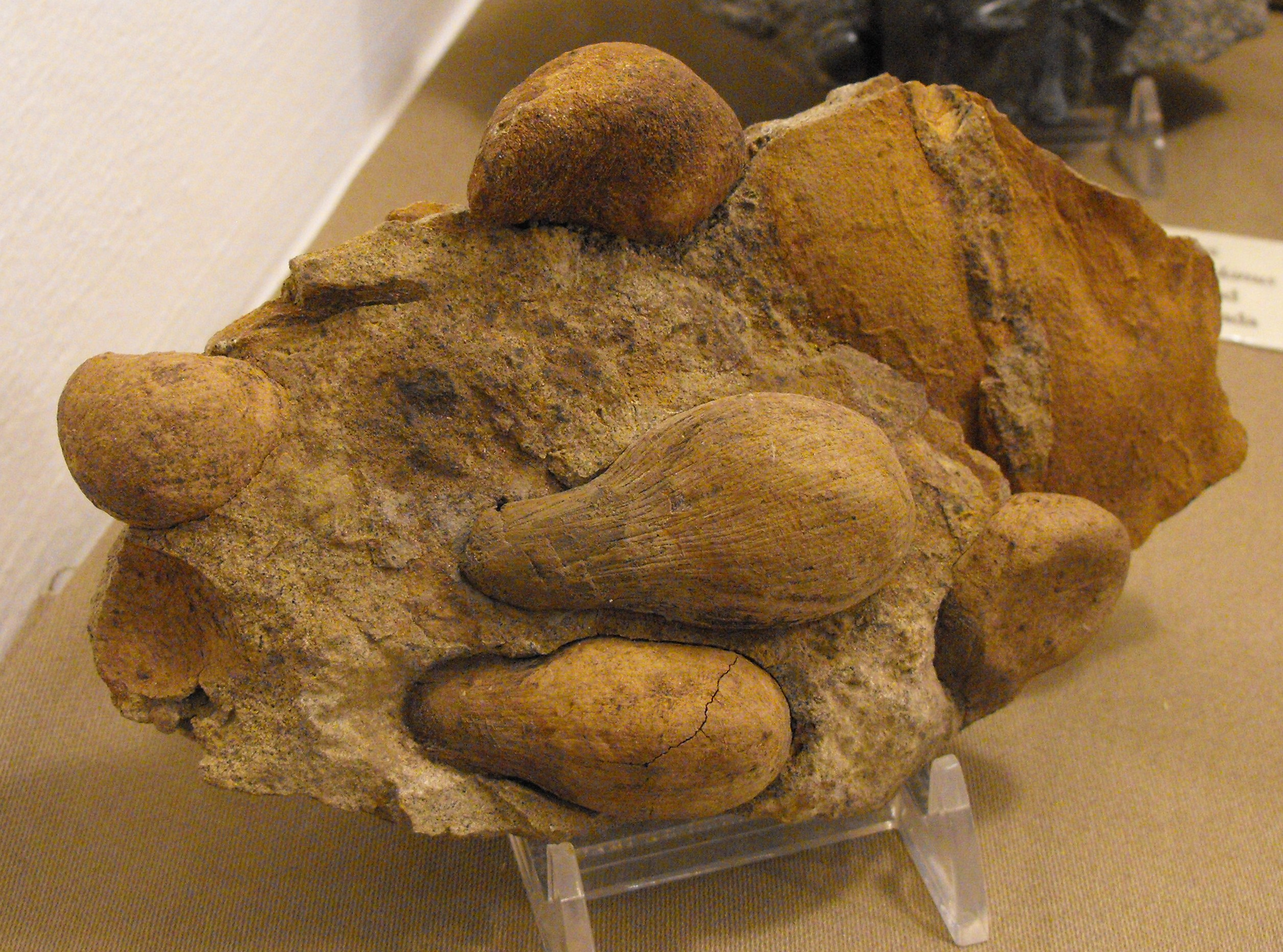
Fossile Früchte von Spinifructus antiquus aus der oberkreidezeitlichen Hell-Creek-Formation in Montana

Als Karpolith (altgriechisch karpos „Frucht“, lithos „Stein“) bezeichnet man in der Paläontologie die Fossilien von Früchten und Samen. Der Ausdruck gilt heute als veraltet.
Die ältesten Früchte sind aus der Zeit der Unterkreide (145–100,5 Ma) bekannt. Samen blieben häufiger fossil erhalten als Früchte, weil die Samenschale eine höhere Fossilisationswahrscheinlichkeit als das Fruchtfleisch hat. Früchte sind Forschungsgegenstand der botanischen Disziplin der Karpologie.